# Gustavo López
Gustavo Adrián López Pablo, argentinski nogometaš in trener, * 13. april 1973, Valentín Alsina, Argentina.
Sodeloval je na nogometnemu delu poletnih olimpijskih iger leta 1996.